# Emil Telmányi

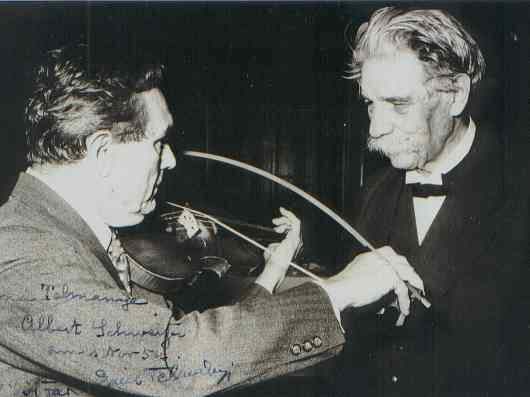
Emil Telmányi dimostra ad Albert Schweitzer il suo arco curvo ("Vega" Bach Bow) nel 1954

Emil Telmányi (Arad, 22 giugno 1892 – Holte, 13 giugno 1988) è stato un violinista, insegnante e direttore d'orchestra ungherese.

## Biografia
Emil Telmányi, nacque ad Arad in Ungheria, iniziò giovanissimo a studiare il violino e si presentò per la prima volta in pubblico all'età di dieci anni. Dal 1905 studiò violino (con Jenő Hubay), direzione d'orchestra e composizione all'Accademia musicale Franz Liszt di Budapest. Dopo un memorabile concerto a Berlino del 1911, Telmányi effettuò nello stesso anno diverse tournée in Europa per arrivare poi a Copenaghen nel 1912. Qui si stabilì ed entrò in contatto con Carl Nielsen, del quale sostenne con forza il lavoro.    
Dopo aver incontrato il violinista Rolph Schroeder che suonava col cosiddetto "arco curvo", Telmányi si interessò alla tecnica per interpretare opere polifoniche con l’arco curvo. Questo particolare arco permette l’esecuzione monodica e - con opportuni accorgimenti - l’esecuzione simultanea e uniforme di accordi su tre o quattro corde del violino. In breve Telmányi, insieme al costruttore d’archi Knud Vestergaard e ispirandosi alle teorie di Albert Schweitzer, elaborò il suo arco curvo, il cosiddetto “Vega Bach Bow”. Questo arco, realizzato nel 1949, permise a Telmányi di suonare simultaneamente accordi polifonici senza interruzione di suono soprattutto nel repertorio bachiano .  
Nel 1957 insieme alla seconda moglie e le tre figlie fondò un quintetto d’archi con pianoforte. Morì nel 1988, all'età di quasi 96 anni, a Holte, in Danimarca.

## Scritti
- Emil Telmányi, Lösung der Probleme der Solo-Violinwerke von Bach, in «Schweizerische Musikzeitung», Jahrgang XCV, [Zürich] 1955, pp. 430-434
- Emil Telmányi, Some Problems in Bach’s Unaccompanied Violin Music, in «The Musical Times», XCVI n. 1343, (January 1955), pp. 14-18